# Jász Klári
Jász Klári (Szeged, 1949. április 27. –) magyar operaénekes (mezzoszoprán), énektanár.

## Életpályája
1977-ben diplomázott a Liszt Ferenc Zeneművészeti Főiskola hallgatójaként. 1977–1978 között ösztöndíjas volt. 1978–2007 között az Operaház magánénekese volt.
Férje, Szabó Sándor (1915–1997) színész volt.

## Szerepei
- Csajkovszkij: Anyegin – Larina
- Puccini: Gianni Schicchi – La Ciesca
- Wagner: A Rajna kincse – Wellgunde
- Bellini: Norma – Clotilde
- Verdi: Rigoletto – Giovanna
- Kodály Zoltán: Háry János – Mária Lujza
- Gershwin: Porgy és Bess – Maria
- Wagner: A walkűr – Rossweisse
- Muszorgszkij: Hovascsina – Marfa
- Wagner: Az istenek alkonya – Waltraute
- Verdi: Simon Boccanegra – Amelia komornája
- Offenbach: Hoffmann meséi – Antónia anyjának hangja
- Offenbach: Kékszakáll – Rosalinde
- Verdi: A lombardok az első keresztes hadjáratban – Sofia
- Verdi: A trubadúr – Inez
- Rossini: A sevillai borbély – Berta
- Verdi: Traviata – Annina; Flora Bervoix
- Donizetti: Lammermoori Lucia – Alisa
- Verdi: Otello – Emilia
- Puccini: Pillangókisasszony – Suzuki
- Erkel Ferenc: Bánk bán – Gertrud királyné
- Wagner: A nürnbergi mesterdalnokok – Magdaléna
- Mozart: A varázsfuvola – III. hölgy
- Verdi: Aida – Főpapnő
- Wagner: A bolygó hollandi – Mary
- Gounod: Rómeó és Júlia – Gertrud
- Strauss: A cigánybáró – Czipra
- Ponchielli: Gioconda – A vak asszony
- Cilea: Adriana Lecouvreur – Dangeville kisasszony
- Mascagni: Parasztbecsület – Lucia
- Csajkovszkij: Pikk dáma – Nevelőnő